# Nordkremla
Nordkremla (Russula laccata) är en svampart som beskrevs av Huijsman 1955. Nordkremla ingår i släktet kremlor och familjen kremlor och riskor.  Arten är reproducerande i Sverige. Inga underarter finns listade i Catalogue of Life.

## Bildgalleri